# صحراء رسوبية
يصف مصطلح «رسوبي» التربة الغنية والخصبة التي تترسب بفعل الأنهار والجداول المائية. وبناءً على ذلك، يُقصد بـ الصحراء الرسوبية تلك الأرض المتكوّنة من الأنهار الكبرى مخلفةً وراءها رواسب غنية وخصبة. وتوسعت الحضارة الأولى في العالم، التي كانت في بلاد الرافدين, في هذه المنطقة وبخاصة في المنطقة المتواجدة بين نهري دجلة والفرات. وفي نفس الوقت، كان يُعتقد أنهم بدءوا في إنتاج الغذاء هناك في هذه المنطقة لما تتميز به من تربة غنية. وبرغم ذلك، كان من الضروري أن يقوموا باختراع هندسة الري حتى يتمكنوا من زراعة هذه الصحراء الرسوبية بنجاح.